# Макгуррин, Франк Эдвард
Франк Эдвард Макгуррин (англ. Frank Edward McGurrin; 2 апреля 1861, Гранд-Рапидс — 17 августа 1933, Окленд) — известен тем, что в 1878
году, работая офисным клерком, научился слепому методу печати, и после соревнований прошедших 25 июля 1888 года в Цинциннати стал широко известен он и его метод печати.

## Слепой метод печати

### История открытия
Франк Макгуррин — первый человек, печатающий слепым девятипальцевым методом. Впоследствии Макгуррин рассказал, что его подвигло к изучению нового метода печати на пишущей машинке слепым методом:

Впервые я начал использовать метод в 1878 году при следующих обстоятельствах. Я работал клерком в адвокатской конторе Д. Е. Корбитта, в городе Гранд-Рапидс. Он купил с рук подержанную печатную машинку Ремингтон № I, с оловянными передними и задними крышками, над которыми размещалась каретка с оттянутыми струнами буквенными рычагами под ней, нажатие клавиши приводило их в движение. Я с моим работодателем начали практиковаться на этой пишущей машинке одновременно, в течение нескольких месяцев была настоящая конкуренция между нами, в том плане, кто мог напечатать быстрее. Это были мои первые соревнования. Очень скоро я мог побить его настолько легко, что он бросил борьбу. Однажды он вошел в офис и рассказал кому-то из присутствовавших там, что когда он был в офисе Генри Ф. Уэлча, он диктовал свои записи девушке, управляющей печатной машинкой. Девушка печатала их на пишущей машинке, а сама в это время смотрела в окно, всё это время она печатала очень быстро. Впоследствии я узнал, что это был вымысел, и сказано было только для того, чтобы затронуть моё самолюбие. Как и все мальчишки, я, увидев, что это смогла сделать девчонка, решил, что я могу сделать то же самое, я принялся за работу чтобы научиться работать, не смотря на клавиатуру. Я отказался от своего прежнего метода двух или трех пальцев и решил использовать все свои пальцы. Ещё до конца 1878 года я мог печатать со скоростью свыше 90 слов в минуту, на незнакомом тексте, не смотря на клавиатуру. Я не встречал девушку в офисе мистера Уэлча в течение двух лет после того, как научился печати, и потом к своему удивлению узнал, что она не умеет печатать, не глядя на клавиатуру, и даже никогда не пыталась. Я не считаю большой честью открытие возможности печатать, не глядя на клавиатуру, это вопрос здравого смысла и системы распределения пальцев по клавиатуре, всё это настолько просто, что это мог бы придумать каждый. Мистер Уэлч всё ещё работает судебным стенографистом в Гранд-Рапидсе и может ручаться за тот факт, что уже 1878 году, я печатал слепым методом.
Оригинальный текст (англ.)«I first began using the method in 1878 under the following circumstances. I was a clerk in the law office of D. E. Corbitt, in Grand Rapids, Michigan. He bought a second-hand No. 1 (Remington)  Typewriter, with the tin front and back, on which the carriage was pulled back by a string and a sledgehammer blow was required to depress the keys. My employer and I began practicing on it at the same time and there was quite a rivalry between us for some months as to who could write the faster. Those were my first typewriting contests. Before long I could beat him so easily that he give up the struggle. One day he came into the office and told some on else who was there that he had just been over to the office of Henry F. Welch, was dictating from his notes to a girl who was running the typewriter while looking out of the window. All this while she was writing from dictation at a very rapid rate. I afterwards learned that this was a fairy tale and only told in my presence to take the conceit out of me. However, boy like, I made up my mind that whatever a girl could do I could do, so I set to work to learn to operate without looking at the keyboard. I discarded my former method of two or three fingers and determined to use all of my fingers. Before the end of the year 1878 I could write upwards of 90 words a minute in new matter without looking at the keyboard. I did not meet the girl in Mr. Welch’s office for two years after and then learned to my surprise that she did not operate the machine without looking at the keyboard and had never attempted to do so. I do not take any great credit for having thought of operating without looking at the keyboard for it is simply a matter of common sense, and the system of fingering is so simple that anybody could formulate it.»
«Mr. Welch is still the court reporter at Grand Rapids and can vouch for the fact that as early as 1878, I was operating the machine by touch.»
англ. The History of Touch Typewriting The History of Touch Typewriting, Wyckoff Seamans & Benedict, New York (1900)
Таким образом, благодаря вымышленной девушке, придуманной мистером Корбиттом дабы затронуть самолюбие молодого парня, появился новый навык: слепой метод печати, столь своевременный на заре эры пишущих машинок.

### Первое упоминания навыка
На ежегодной конференции стенографистов США и Канады, проходившей в сентябре 1881 года в Чикаго, вице-президент международного объединения стенографистов мистер Теодор С. Роуз так отзывался о работе Макгуррина:

Я хотел бы сказать, что на прошлой неделе я был в офисе «Уэлч и Форд» в Гранд-Рапидсе и молодой человек в их офисе, на тесте, напечатал на пишущей машинке 97 слов в минуту, и читал оригинал. Он печатал, не смотря на машинку вообще, его глаза бдительно следили за копируемым оригиналом. Я уверен, что он написал 97 слов за одну минуту, потому что я сам следил за часами.
Оригинальный текст (англ.)I would say that in the past week I was in the office of Walsh & Ford, in Grand Rapids, and that a young man in their office, on a test, wrote ninety-seven words on the type-writer, and read the copy. He did n't look at the machine, at all, but kept his eye on the copy. I know he wrote ninety-seven words in a minute, because I held the watch.
Теодор С. Роуз
Это, пожалуй, первое упоминание о так называемом слепом методе печати. Однако оно не вызвало волны заинтересованности в обучении этому методу, скорее оно осталось незамеченным. Хотя с уникальными возможностями Макгуррина были знаком не только Роуз, но и представители фирмы Ремингтон.